# Penstemon gentianoides
Penstemon gentianoides är en grobladsväxtart som först beskrevs av Carl Sigismund Kunth, och fick sitt nu gällande namn av Jean Louis Marie Poiret. Penstemon gentianoides ingår i släktet penstemoner, och familjen grobladsväxter. Inga underarter finns listade i Catalogue of Life.

## Bildgalleri

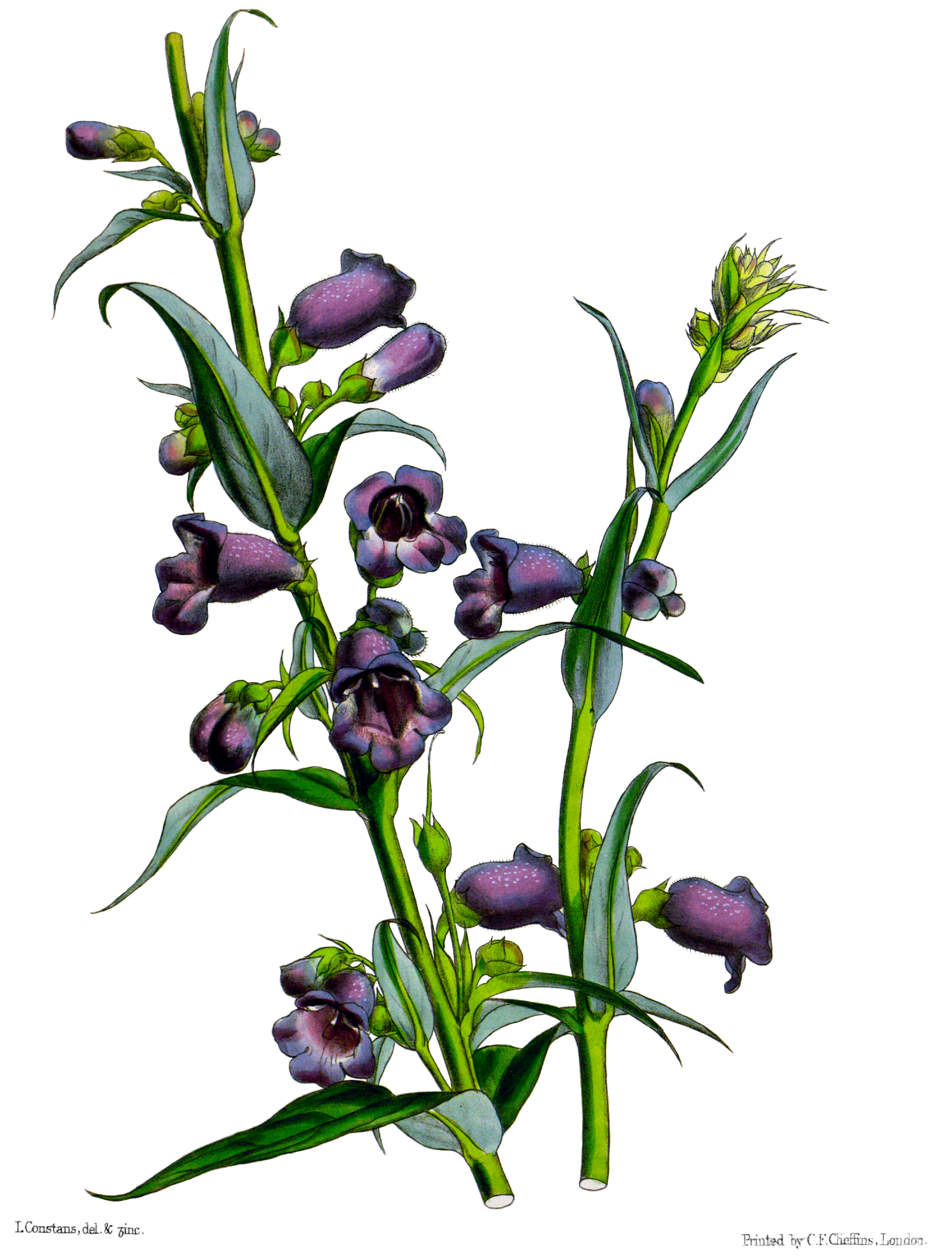
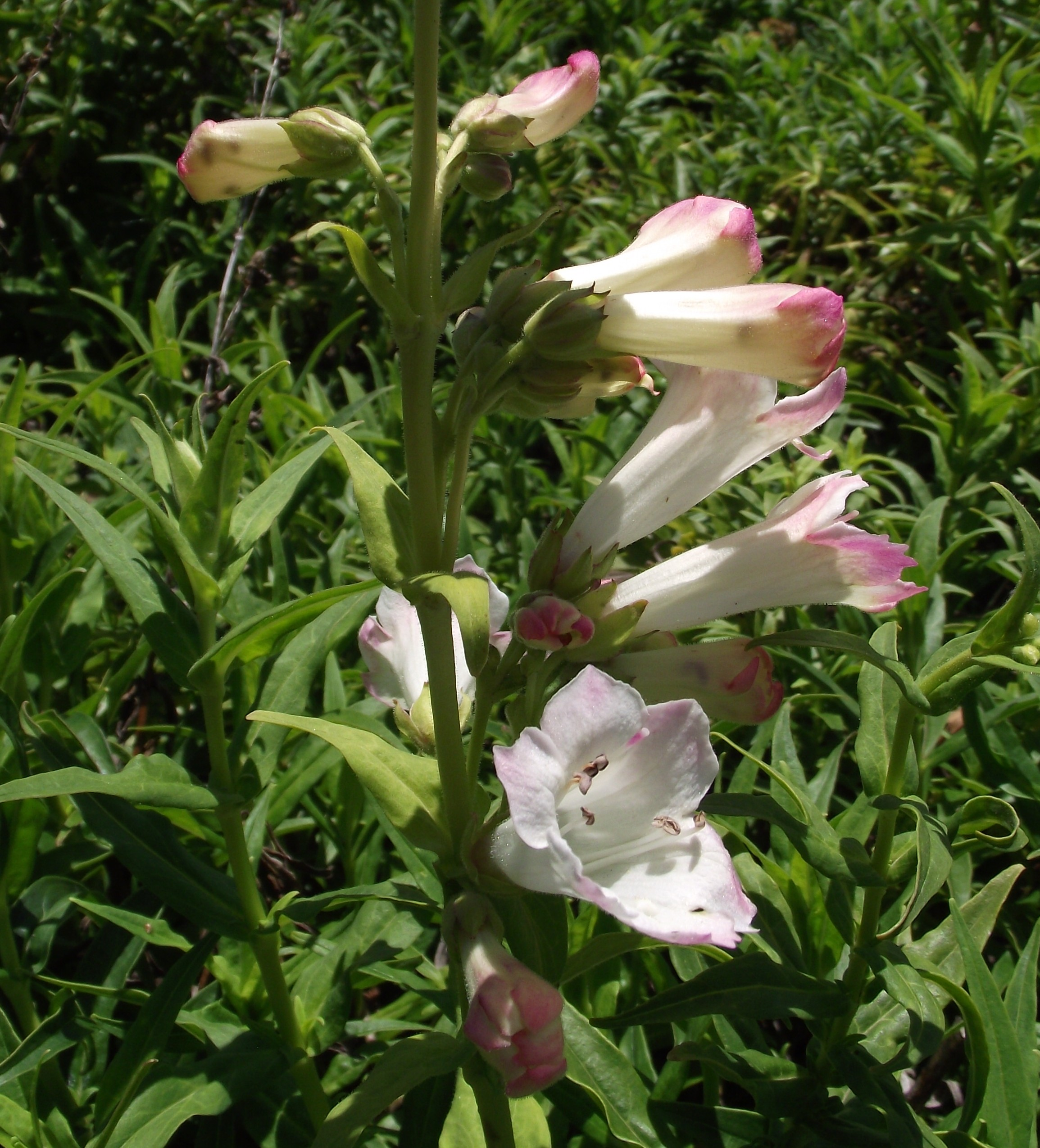
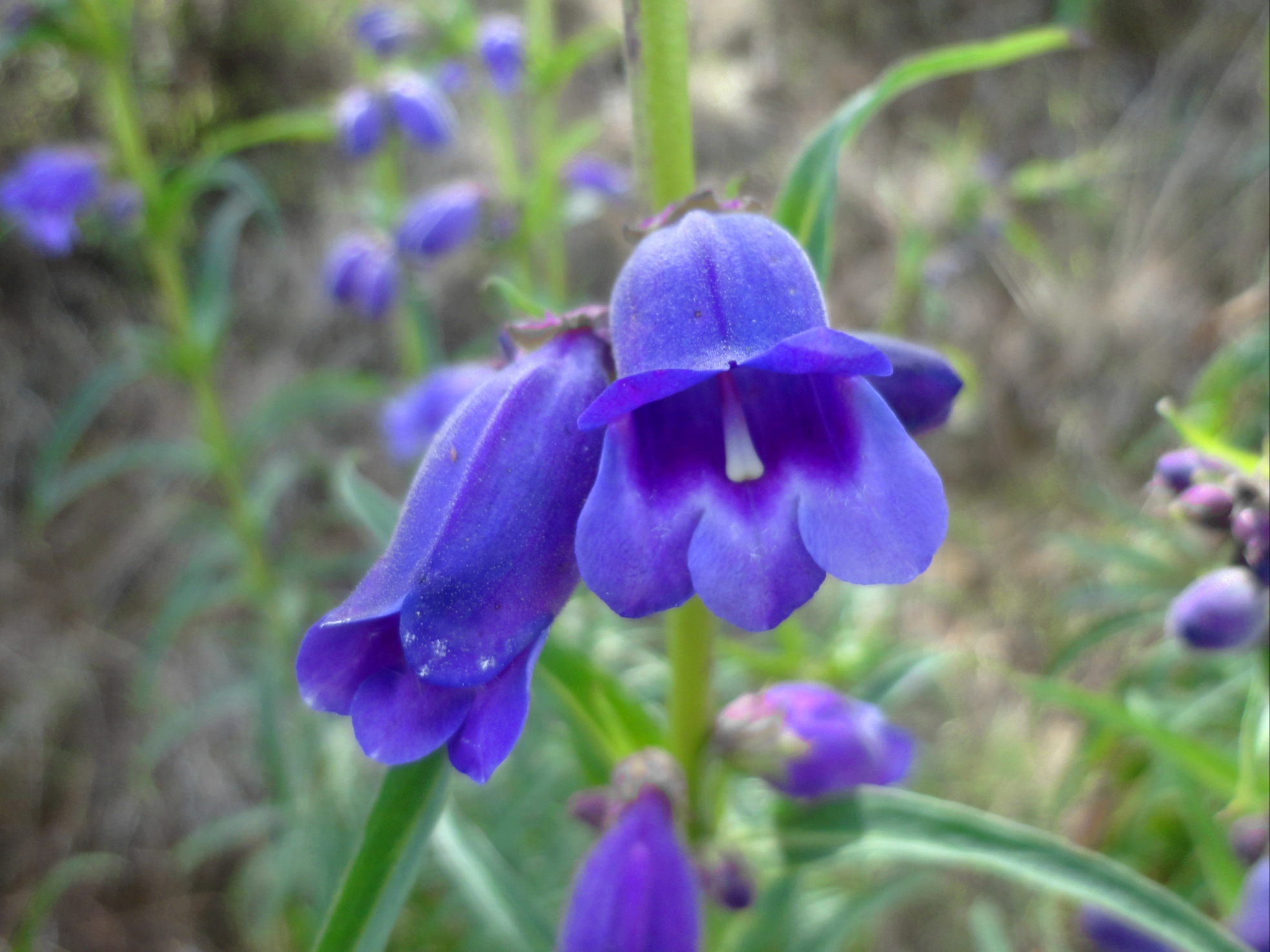